# Glaris Sud
Glaris Sud (en allemand Glarus Süd) est une commune suisse du canton de Glaris. Elle est créée le 1er janvier 2011 à la suite de la fusion de 13 autres communes.

## Géographie
Le territoire de Glaris Sud s'étend sur 430,11 km2. Lors du relevé de 2013-2018, les surfaces d'habitations et d'infrastructures représentaient 1,7 % de sa superficie, les surfaces agricoles 28,3 %, les surfaces boisées 27,5 % et les surfaces improductives 42,5 %. Depuis le 1er janvier 2015, c'est la seconde commune la plus étendue de Suisse après celle de Scuol (438,63 km2) dans les Grisons.
| Glaris            | Glaris/Glaris Nord | Quarten Flums |
| Muotathal         | Glaris Sud         | Mels Pfäfers  |
| Spiringen Silenen | Région de Surselva | Flims         |

## Histoire
La commune est créée par votation populaire par fusion des anciennes communes de Betschwanden, Braunwald, Elm, Engi, Haslen, Linthal, Luchsingen, Matt, Mitlödi, Rüti, Schwanden, Schwändi et Sool.

## Démographie

### Évolution de la population
L'évolution du nombre d'habitants est connue à travers les recensements de la population effectués tous les dix ans dans la commune entre 1850 et 2000. À partir de 2010, les populations des communes sont publiées annuellement par l'Office fédéral de la statistique (OFS). Le recensement repose désormais sur les registres des habitants des communes et des cantons, les registres fédéraux de personnes et le registre fédéral des bâtiments et des logements. Ceux-ci sont complétés par des enquêtes par échantillonnage.
Glaris Sud compte 9 528 habitants au 31 décembre 2022 pour une densité de population de 22 hab/km2. Sur la période 2010-2019, sa population a diminué de −3,7 % (canton : 5,1 % ; Suisse : 9,4 %).  

### Pyramide des âges
En 2020, le taux de personnes de moins de 30 ans s'élève à 26,2 %, au-dessous de la valeur cantonale (30,8 %). Le taux de personnes de plus de 60 ans est quant à lui de 34,8 %, alors qu'il est de 27,6 % au niveau cantonal.
La même année, la commune compte 4 777 hommes pour 4 703 femmes, soit un taux de 50,4 % d'hommes, inférieur à celui du canton (50,5 %).
| Hommes | Classe d’âge | Femmes |
| ------ | ------------ | ------ |
| 0,6    | 90 ans ou +  | 1,7    |
| 9,8    | 75 à 89 ans  | 11,6   |
| 23,5   | 60 à 74 ans  | 22,3   |
| 22,3   | 45 à 59 ans  | 22,5   |
| 17,5   | 30 à 44 ans  | 15,9   |
| 14,5   | 15 à 29 ans  | 13,6   |
| 11,9   | - de 14 ans  | 12,4   |

| Hommes | Classe d’âge | Femmes |
| ------ | ------------ | ------ |
| 0,5    | 90 ans ou +  | 1,5    |
| 7,3    | 75 à 89 ans  | 9,9    |
| 17,9   | 60 à 74 ans  | 18,0   |
| 21,8   | 45 à 59 ans  | 21,3   |
| 20,8   | 30 à 44 ans  | 19,4   |
| 17,0   | 15 à 29 ans  | 15,6   |
| 14,6   | - de 14 ans  | 14,4   |